# Largo do Machado
O Largo do Machado é um logradouro público, em forma de praça, localizada no bairro do Catete. A Praça do Largo do Machado fica situada na divisa dos bairros do Flamengo, Laranjeiras e Catete da cidade do Rio de Janeiro, no Brasil. Abriga a entrada principal da estação de metrô Largo do Machado. Os serviços e o comércio são sua principal atividade econômica. É frequentado todos os dias por milhares de pessoas das mais variadas classes sociais. Suas vizinhanças abrigam estabelecimentos tradicionais, como a Rotisseria Sírio-libanesa (na Galeria Condor), o Cinema São Luís (na Galeria São Luís) e o Colégio Estadual Amaro Cavalcanti, fundado em 1874). Embora o largo seja geralmente tranquilo e seguro, existem relatos ocasionais de roubos no local.

## História

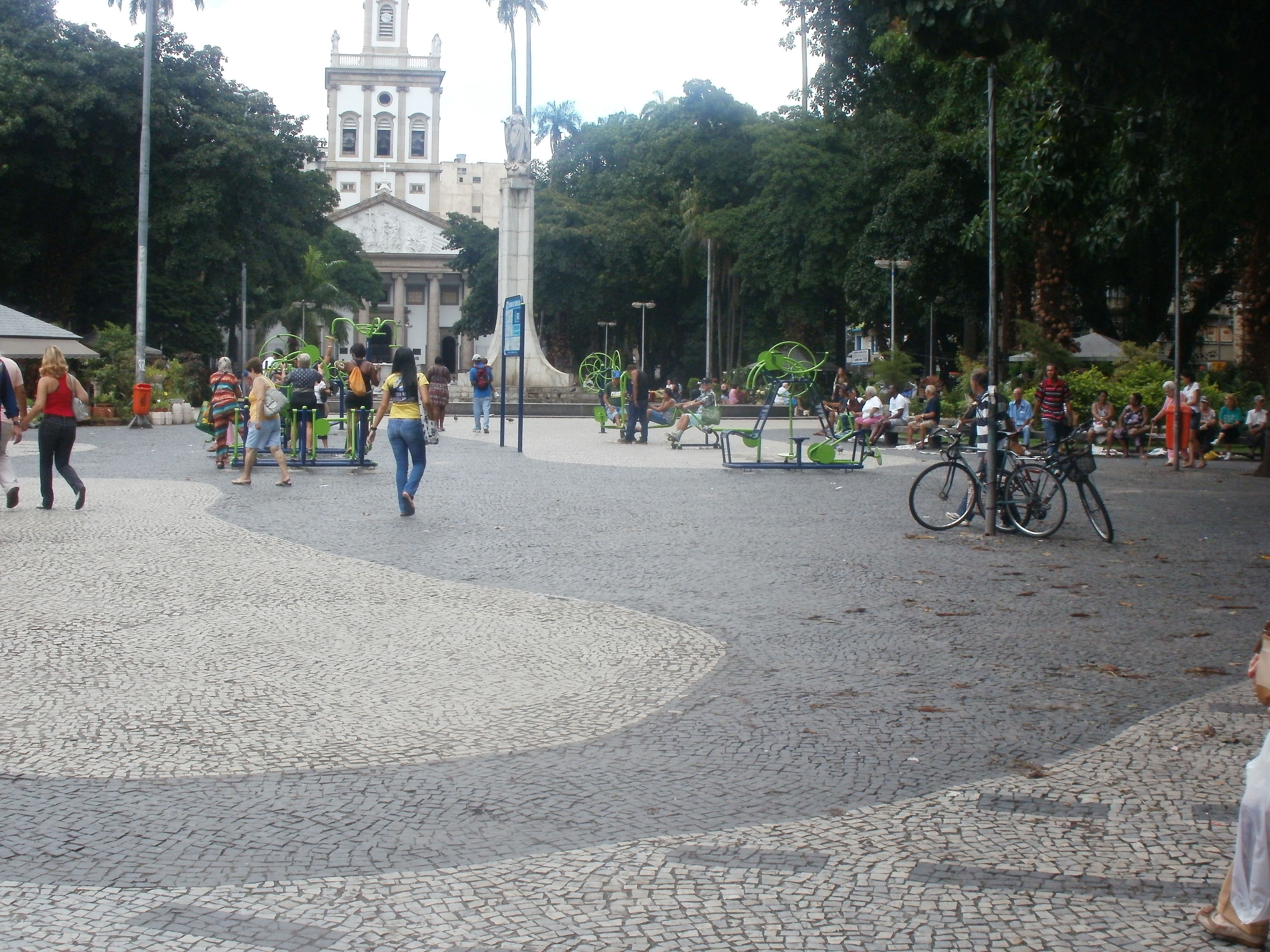
Ao fundo, a academia da terceira idade, o chafariz e a Igreja de Nossa Senhora da Glória.

Igreja de Nossa Senhora da Glória (foto de Marcos Ferrez - Instituto Moreira Salles).

Originalmente, a região ocupada pelo largo era uma lagoa, a Lagoa do Suruí, também chamada Lagoa da Carioca ou de Sacopiranha, que era alimentada pelo Rio Carioca. Por sua vez, a lagoa alimentava o Rio Catete. Posteriormente, a lagoa foi aterrada, dando lugar ao Campo das Pitangueiras. Num dado momento, sua denominação mudou para Campo das Laranjeiras. No século XVII, era conhecido como Campo das Boitangas ("boitanga" era um tipo de cobra). No início do século XVIII, passou a ser chamado Campo ou Largo do Machado, em referência ao oleiro André Nogueira Machado, proprietário de terras no local. Por volta de 1810, um açougueiro também de sobrenome Machado instalou-se no largo e ilustrou a fachada de seu estabelecimento com um grande machado. Também em 1810, o largo do Machado passou a constar como logradouro oficial na cidade.
A partir de 1843, passou a chamar-se Largo da Glória, por causa do início da construção da Igreja de Nossa Senhora da Glória (não confundir com a Igreja de Nossa Senhora da Glória do Outeiro), que viria a ser inaugurada em 1872 em frente ao largo. A partir de 1865, o largo passou a ser iluminado por luz elétrica. Em 1868, foi inaugurada, no largo, a estação central da primeira linha de bondes da cidade, que ia do largo do Machado até a rua dos Latoeiros (atual rua Gonçalves Dias, no Centro).

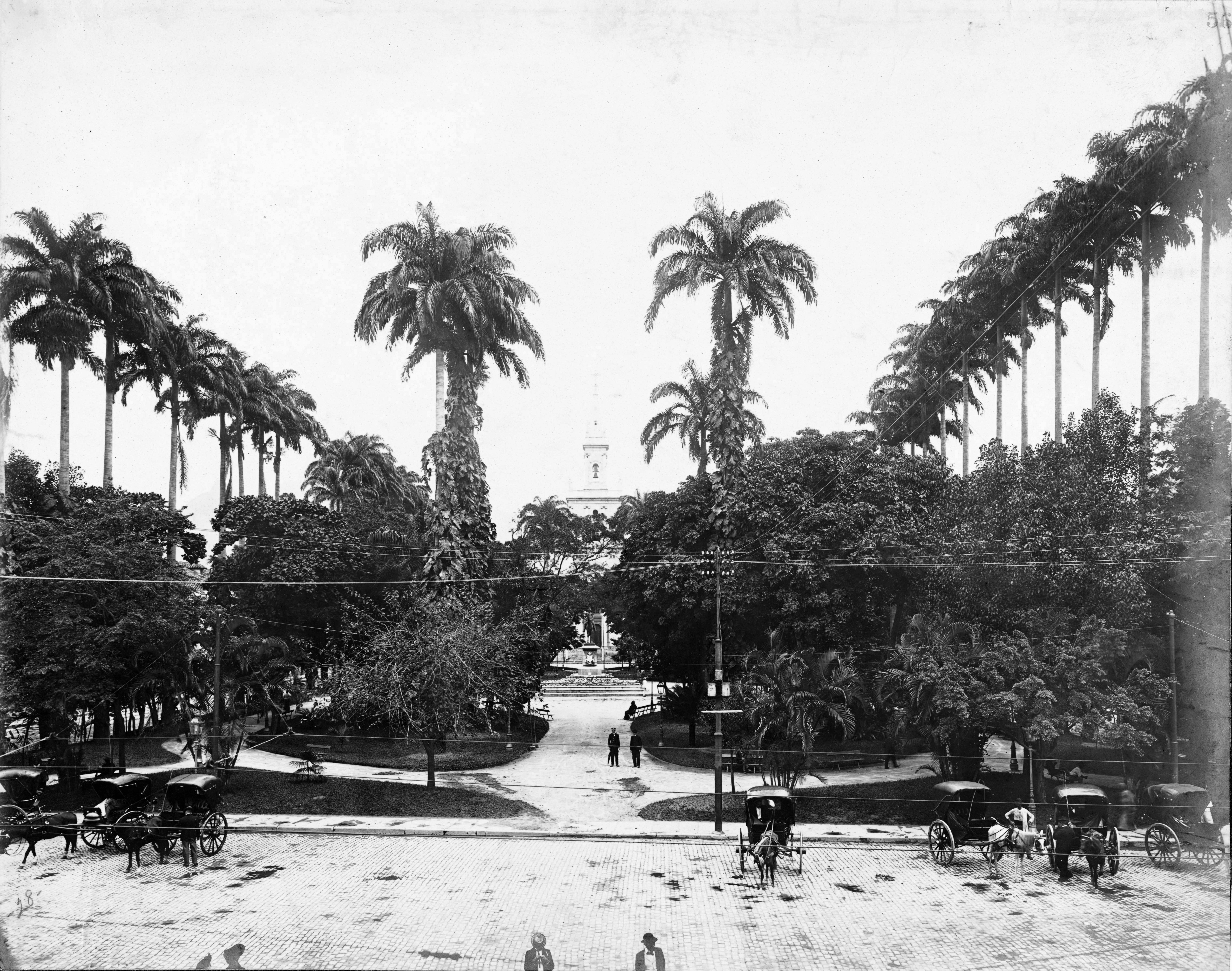
Largo do Machado em 1906, visto da atual Rua Governador Irineu Bornhausen.

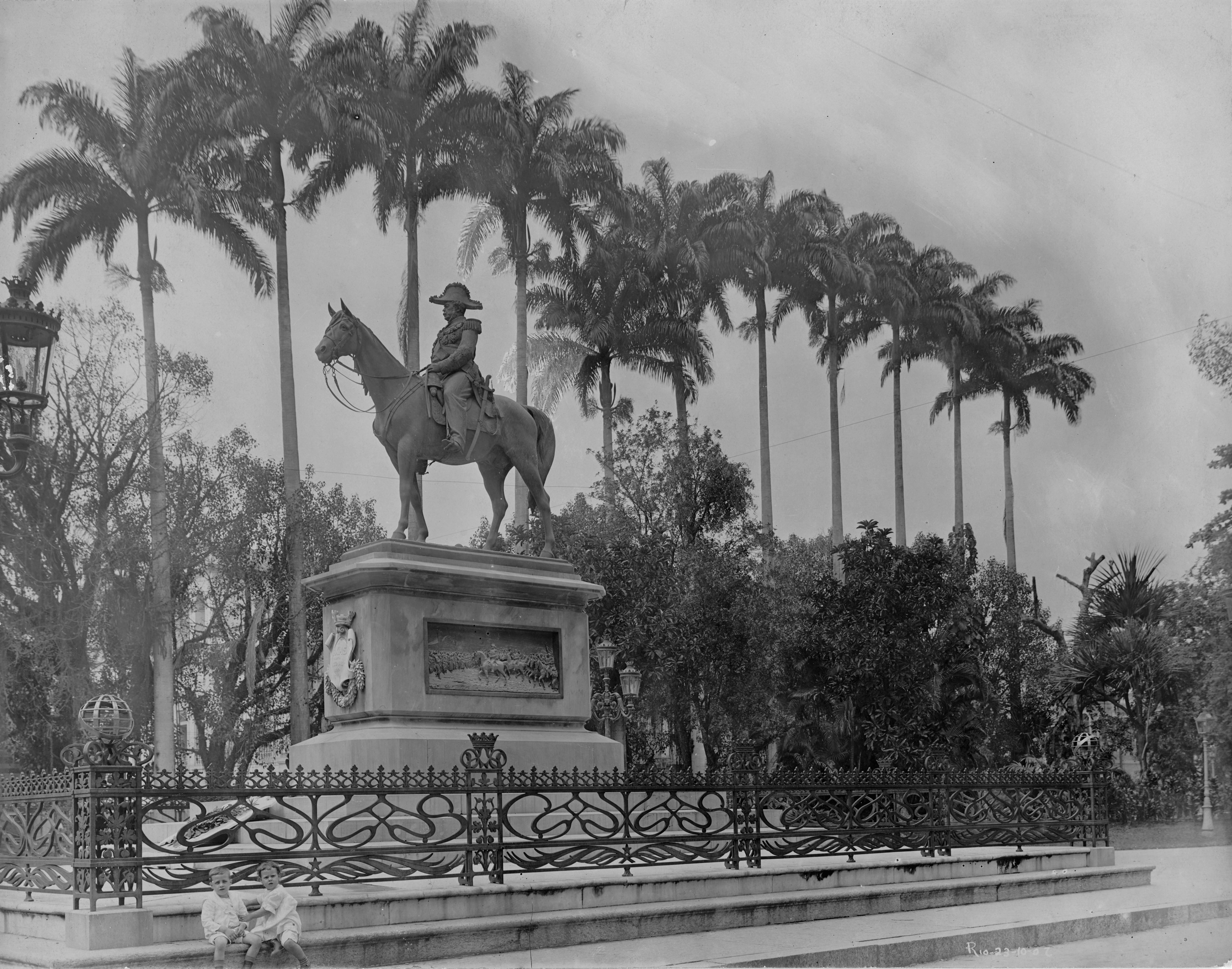
Estátua equestre de Duque de Caxias no Largo do Machado, onde atualmente se encontra o chafariz, antes de ser transferida para frente do Palácio Duque de Caxias.

Em 1869, o largo foi renomeado Praça Duque de Caxias, em homenagem ao famoso militar brasileiro. Em 1899, foi instalada na praça, uma estátua em sua homenagem. Em 1949, a estátua foi transferida para seu endereço atual, o Panteão Duque de Caxias, na Avenida Presidente Vargas, em frente ao Palácio Duque de Caxias. Com isso, o nome oficial da praça voltou a ser "largo do Machado". Em 8 de dezembro de 1954, foi instalada, no centro do largo, a estátua de Nossa Senhora da Conceição, comemorando o centenário do dogma católico da Imaculada Conceição de Nossa Senhora. A estátua, em mármore e de autoria do  escultor genovês Giuseppe Navone (?-1917), fora comprada na Europa por Joaquim Arcoverde de Albuquerque Cavalcanti e estava instalada no Palácio São Joaquim, na Glória. Por ocasião do centenário do dogma, foi doada à cidade por dom Jaime Câmara. Nessa década, o largo foi reformado segundo projeto paisagístico de Roberto Burle Marx.
Na década de 1970, a construção da Estação Largo do Machado do Metrô do Rio de Janeiro obrigou a transferência do tradicional Café Lamas, que se localizava ao lado do largo, no local atualmente ocupado pela Galeria São Luís, para seu endereço atual, na Rua Marquês de Abrantes. Desde 1991, o Grupo Off-sina, companhia de circo-teatro de rua do Rio de Janeiro, realiza espetáculos, oficinas, aulas, palestras e rodas de palhaços no Largo do Machado, sua sede pública. Em 2005, a estátua de Nossa Senhora da Conceição na praça foi tombada. Em 2011, a prefeitura instalou um conjunto de equipamentos de ginástica para a terceira idade no largo.

## Na cultura popular

### Música
- Largo do Machado, de Francisco Eller
- Os Últimos Serão os Primeiros, de BR-101, menciona o Largo do Machado

### Literatura
- Três romances de Machado de Assis mencionam o Largo do Machado: Ressureição (1872), Esaú e Jacó (1904) e Memorial de Aires (1907).[11]